# Beirut Lufthavn
Beirut Rafic Hariri International Airport, tidligere Beirut International Airport eller Khaldé International Airport) befinder sig 9 km fra bykernen, i de sydlige forstæder af Beirut, Libanon, og er den eneste kommercielle lufthavn i landet. Den er udgangspunktet for Libanons nationale flyselskab, Middle East Airlines (bedre kendt som MEA). Den er også udgangspunktet for det nu groundede transport-flyselskab Trans Mediterranean Airways (bedre kendt somTMA Cargo), såvel som det nye charterselskab, MenaJet.

## Eksterne links
- Beirut Rafic Hariri International Airport
- Beirut Duty Free